# 1833

## Събития
- 25 ноември – Земетресение в Суматра, Индонезия

## Родени
- Казимир Ернрот, руски генерал
- Александър Нелидов, руски дипломат
- Георги Вълкович, български лекар и политик
- Пьотър Гресер, руски офицер
- Феликс Бракмон, френски художник и гравьор
- Хараламби Натов, български свещеник и просветител
- 19 януари – Ели Дюкомен, швейцарски политик
- 28 март – Нил Попов, руски историк
- 2 април – Август Александър Ярнефелт, руски офицер
- 4 май – Валерий Якоби, руски художник († 1902 г.)
- 7 май – Йоханес Брамс, немски композитор и пианист
- 20 юни – Леон Бона, френски художник
- 28 август – Едуард Бърн-Джоунс, британски художник
- 20 септември – Ернесто Теодоро Монета, италиански политик
- 2 октомври – Вито Позитано, италиански дипломат
- 18 октомври – Васил Попович, български писател
- 21 октомври – Алфред Нобел, шведски преприемач
- 10 ноември – Добри Войников
- 11 ноември – Леандър Леге, френски дипломат
- 12 ноември – Александър Бородин, руски композитор
- 19 ноември – Вилхелм Дилтай, немски философ
- 6 декември – Джон Сингълтън Мосби, американски военен

## Починали
- 5 юли – Жозеф Ниепс, френски изобретател
- 11 юли – Яган, австралийски военачалник
- 29 септември – Фернандо VII, крал на Испания

Вижте също:
- календара за тази година